# Alícia Marcet
Alícia Marcet Juncosa (San Feliu de Guixols, 1931-Perpiñán, 30 de octubre de 2016) fue una historiadora española especializada en Historia Moderna de la Cataluña del Norte. Es una de las investigadoras reconocidas en el proyecto “Mujeres Investigadoras en los Archivos Estatales (1900-1970)” que desarrolló el Ministerio de Cultura en 2020.

## Trayectoria
Fue hija de Alberta Juncosa y Ferrer y de Francesc Marcet i Vila. Durante la guerra civil, su padre (miembro del Partido Socialista Unificado de Cataluña PSUC) fue movilizado por el gobierno de la Segunda República y le enviaron al frente mientras que Alicia y su madre fueron a vivir a Barcelona. El 27 de enero de 1939, se exiliaron a Francia para reunirse con su padre, que había sido internado en el campo de concentración de Argelès-sur-Mer. Cuando éste se escapó del campo, se reencontraron en Marsella. Posteriormente se trasladaron a París.
Alicia se escolarizó en el pueblo de Garancières, donde estuvo tres años. Gracias a la hacienda para la que trabajaba su padre, pudo ingresar en la escuela el Lycée de Jeunes Filles de Versalles. En 1945, se instalaron en Boulogne-sur-Seine. En 1949, finalizó el bachillerato y estudió Historia en la Sorbona, donde se licenció en 1952. Posteriormente, obtuvo el diploma de Estudios Superiores y el concurso de Agregación Académica. De 1969 hasta su jubilación, en 1995, tuvo una cátedra de Historia Moderna y enseñó en la Universidad de Perpiñán. Se especializó en Historia moderna de la Cataluña del Norte (siglos XV - XVIII) y publicó más de 70 libros.
En 1990, como gran defensora de la identidad catalana, fundó y presidió la Fundación Comte Guifré, en defensa de la enseñanza de la lengua catalana en la comarca del Rosellón.

## Reconocimientos
Recibió diversos reconocimientos a lo largo de su vida. En 2002, el Ayuntamiento de Perpiñán la distinguió con el Premio Joan Blanca. Este galardón, que se entrega anualmente desde 1994, se entrega a personas “comprometidas con la defensa y la promoción de la cultura catalana y por su fidelidad a la villa de Perpiñán”. Además, fue nombrada por el estado francés Comandante de la Orden de las Palmas Académicas y Chevalier des Arts.
En 2020, fue incluida dentro del proyecto “Mujeres Investigadoras en los Archivos Estatales (1900-1970)” para la descripción archivística y creación de un micrositio específico en el Portal de Archivos Españoles (PARES), desarrollado entre 2020-2023. Este proyecto ha sido impulsado por la Subdirección General de Archivos Estatales, con el objetivo visibilizar la labor de investigación realizada en España por las mujeres en el intervalo 1900-1970 partiendo de los registros documentales que se conservan en los Archivos de Gestión de los AAEE del Ministerio de Cultura (el Archivo Histórico Nacional, el Archivo de la Corona de Aragón, el Archivo General de Simancas, el Archivo General de Indias, el Archivo de la Real Chancillería de Valladolid, el Archivo General de la Administración y el Centro de Información Documental de Archivos).

## Obra
- 1955 – Història de Perpinyà la fidelíssima.
- 1987 – La Bressola : 10 anys d'escola catalana a Catalunya Nord.
- 1988 – Breu història de les terres catalanes del nord.
- 1988 – Rosellón.
- 1991 – Abrégé d'histoire des terres catalanes du nord.
- 1993 – Roussillon y en otros lugares: las imágenes de los tiempos modernos.
- 1995 – La fijación del Rosellón a Francia.
- 1998 – El Perpignan infame en la Edad Media.
- 2003 – Mots-clefs de l'histoire catalane du nord.